# Ciarán McMenamin
Pour les articles homonymes, voir McMenamin et Ciaran.
Ciarán McMenamin, né le 1er octobre 1975 à Enniskillen, comté Fermanagh, Irlande du Nord est un acteur nord-irlandais, qui vit maintenant[Quand ?] au Sud de Londres.

## Filmographie
- 1998 : Titanic Town : Dino
- 1998 : Comment devenir une rock star (série télévisée) : Jez McAllister
- 1999 : La Tranchée : Charlie Ambrose
- 1999 : David Copperfield (téléfilm) : David Copperfield
- 2001 : Chungkai, le camp des survivants : Ernest Gordon
- 2002 : Bollywood Queen : Dean
- 2003 : The Pirate Life Of Samuel Pepys (téléfilm) : Will Hewer
- 2004 : Pullings Moves (série TV) : Tomas McKeown
- 2005 : Golden Hour : urgences extrêmes (série TV) : Dr Paul Keane
- 2007 : True Dare Kiss : Bryce Wagharn
- 2008 : Messiah V : The Rapture (mini-série) : Daniel Hughes
- 2008 : Affaires non classées (série TV) : Rhys Allen
- 2009 : Jonathan Creek (série TV) : Glen
- 2009 : Demons (série TV) : Quincey
- 2009 : One Hundred Mornings : Jonathan
- 2011 : Nick Cutter et les Portes du temps (série TV) : Matt Anderson
- 2011 : Le Naufrage du Laconia (téléfilm) : Declan McDermott
- 2012 : Saving the Titanic (téléfilm) : Chef de chauffe Frederick Barrett
- 2016 : Una de Benedict Andrews : John

## Distinctions
Il a gagné le Kenneth Branagh Renaissance Award (Juin 1997) et le Gold Medal RSAMD (1998).